# Ромеро, Рафаэль
Рафаэль Годофредо Ромеро Товар (исп. Rafael Godofredo Romero Tovar; 8 апреля 1964, Каракас) — венесуэльский актёр.

## Биография
Родился в Каракасе 8 апреля 1964 года. Племянник известного венесуэльского композитора Альдемаро Ромеро и двоюродный брат сценаристки Мариэлы Ромеро. Начал свою карьеру как театральный актёр в составе Национальной театральной компании Венесуэлы (середина 1980-х). Практически одновременно пришёл на телевидение. В 1989-92 гг на «Веневисьон», затем на РКТВ,где выдвинулся на главные роли (теленовелла «La Inolvidable», 1996) Последние 10 лет снова на «Веневисьон». Сейчас работает преймущественно в театре,а также на радио.  Вот уже 20 лет счастливо женат на актрисе Карлоте Соса. У супругов двое детей.  Несколько лет назад в СМИ прошла информация об из разводе,но она оказалась ложной.

## Фильмография
- «Natalia del Mar» (2001—2012)
- «La viuda joven» (2011)
- «Veja yo» (2008)
- Voltea pa' que te enamores (2006)
- Mujer de mundo (2006)
- Se solicita príncipe azul (2005)
- Sabor a ti (2004)
- Engañada (2003)
- Lejana como el viento (2002)
- Más que amor, frenesí (2001)
- Hechizo de amor (2001)
- Mujercitas (1999)
- Toda mujer (1999)
- El país de las mujeres (1998)
- Destino de mujer (1997)
- La inolvidable (1996)
- El desafio (1995)
- Alejandra (1994)
- Dulce ilusión (1993)
- Kassandra (1992)
- Por estas calles (1992—1994)
- Inés Duarte, secretaria (1991)
- Caribe (1990)
- «La Revancha» (1989)
- Nina Bonita (1988—1989)